# Croton alamosanus
Croton alamosanus là một loài thực vật có hoa trong họ Đại kích. Loài này được Rose mô tả khoa học đầu tiên năm 1891.